# Банбері
Банбері (англ. Bunbury) — третє за величиною місто в Західній Австралії (після Перта і Мандури), розташоване приблизно за 175 км на південь від столиці штату, Перта.
Банбері був заснований в 1836 році за наказом губернатора Джеймса Стірлінга і названий на честь засновника, лейтенанта Генрі Банбері. У існуючій природній гавані незабаром був побудований порт, який в кінцевому підсумку став головним портом південно-західного регіону штату. Подальше економічне зростання міста пов'язане із завершенням 1893 року будівництва Південно-Західної залізниці, яка зв'язала Банбері з Пертом.

### Клімат
Банбері має типовий середземноморський клімат (Csa за класифікацією кліматів Кеппена) з жарким сухим літом та прохолодною вологою зимою.
| Клімат Банбері                                                             | Клімат Банбері | Клімат Банбері | Клімат Банбері | Клімат Банбері | Клімат Банбері | Клімат Банбері | Клімат Банбері | Клімат Банбері | Клімат Банбері | Клімат Банбері | Клімат Банбері | Клімат Банбері | Клімат Банбері |
| Показник                                                                   | Січ.           | Лют.           | Бер.           | Квіт.          | Трав.          | Черв.          | Лип.           | Серп.          | Вер.           | Жовт.          | Лист.          | Груд.          | Рік            |
| Абсолютний максимум, °C                                                    | 40,6           | 39,7           | 39,5           | 33,4           | 29,2           | 23,8           | 22,4           | 24,0           | 27,3           | 32,9           | 36,0           | 39,2           | 40,6           |
| Середній максимум, °C                                                      | 29,7           | 30,0           | 27,7           | 24,2           | 21,1           | 18,4           | 17,2           | 17,5           | 18,4           | 20,9           | 24,3           | 27,3           | 23,1           |
| Середній мінімум, °C                                                       | 15,4           | 15,9           | 14,1           | 11,8           | 9,3            | 8,2            | 7,0            | 7,4            | 8,4            | 9,3            | 12,1           | 13,6           | 11,0           |
| Абсолютний мінімум, °C                                                     | 6,0            | 6,0            | 2,2            | 2,4            | −0,1           | −3             | −2,1           | 0,1            | −0,3           | 0,2            | 2,1            | 3,2            | −3             |
| Норма опадів, мм                                                           | 11.2           | 6.3            | 15.1           | 35.2           | 95.6           | 144.9          | 143.1          | 117.1          | 86.4           | 31.3           | 26.1           | 20.7           | 722.5          |
| Вологість повітря, %                                                       | 44             | 43             | 46             | 55             | 59             | 64             | 65             | 66             | 64             | 58             | 52             | 48             | 55.3           |
| -------------------------------------------------------------------------- | -------------- | -------------- | -------------- | -------------- | -------------- | -------------- | -------------- | -------------- | -------------- | -------------- | -------------- | -------------- | -------------- |
| Джерело: Australian Bureau of Meteorology — Climate statistics for Bunbury |                |                |                |                |                |                |                |                |                |                |                |                |                |

## Відомі уродженці
- Джон Форрест (1847—1918) — австралійський мандрівник і державний діяч.
- Кортні Ітон (1996) — австралійська акторка та модель.

## Галерея

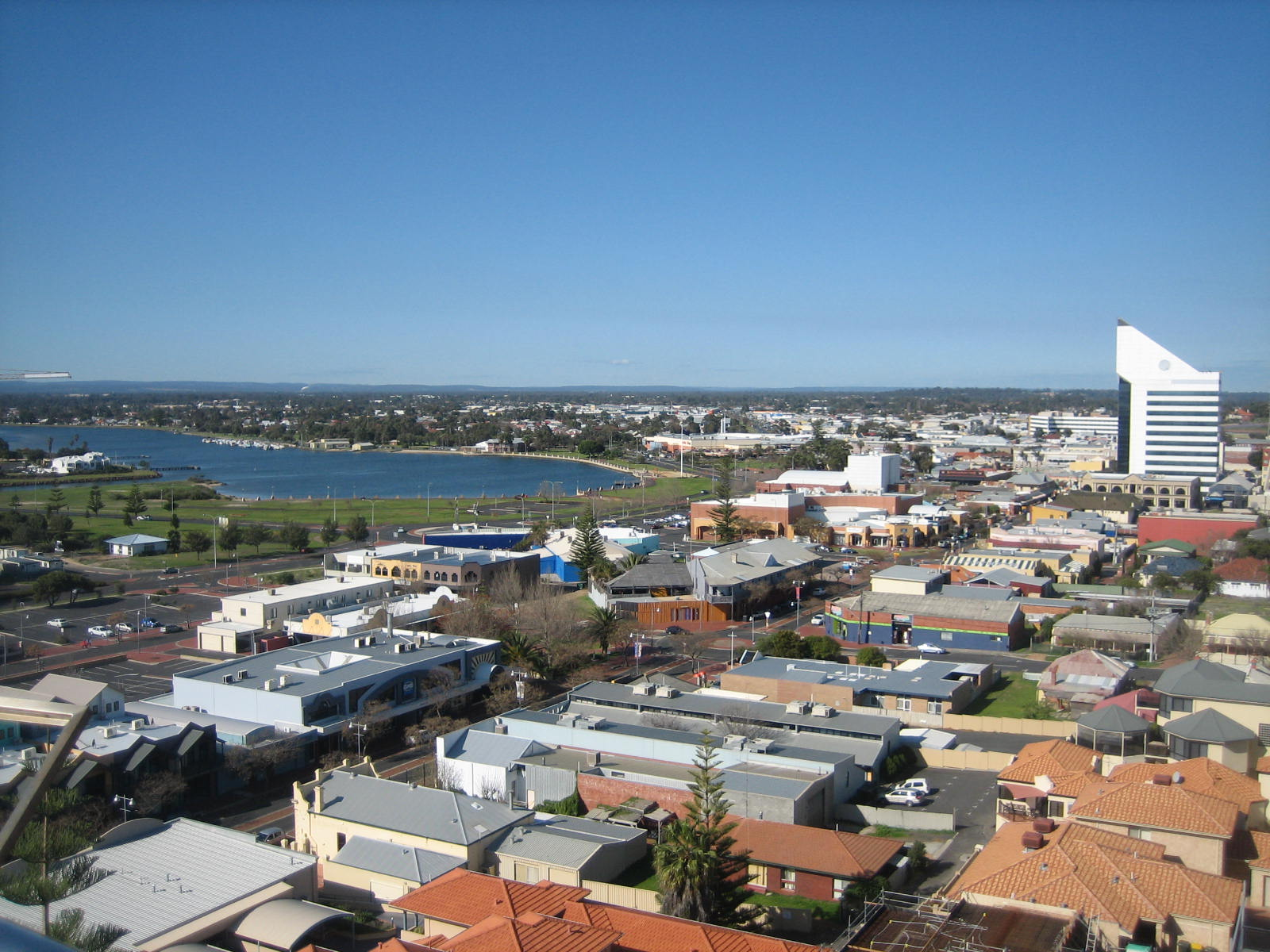
Центр міста
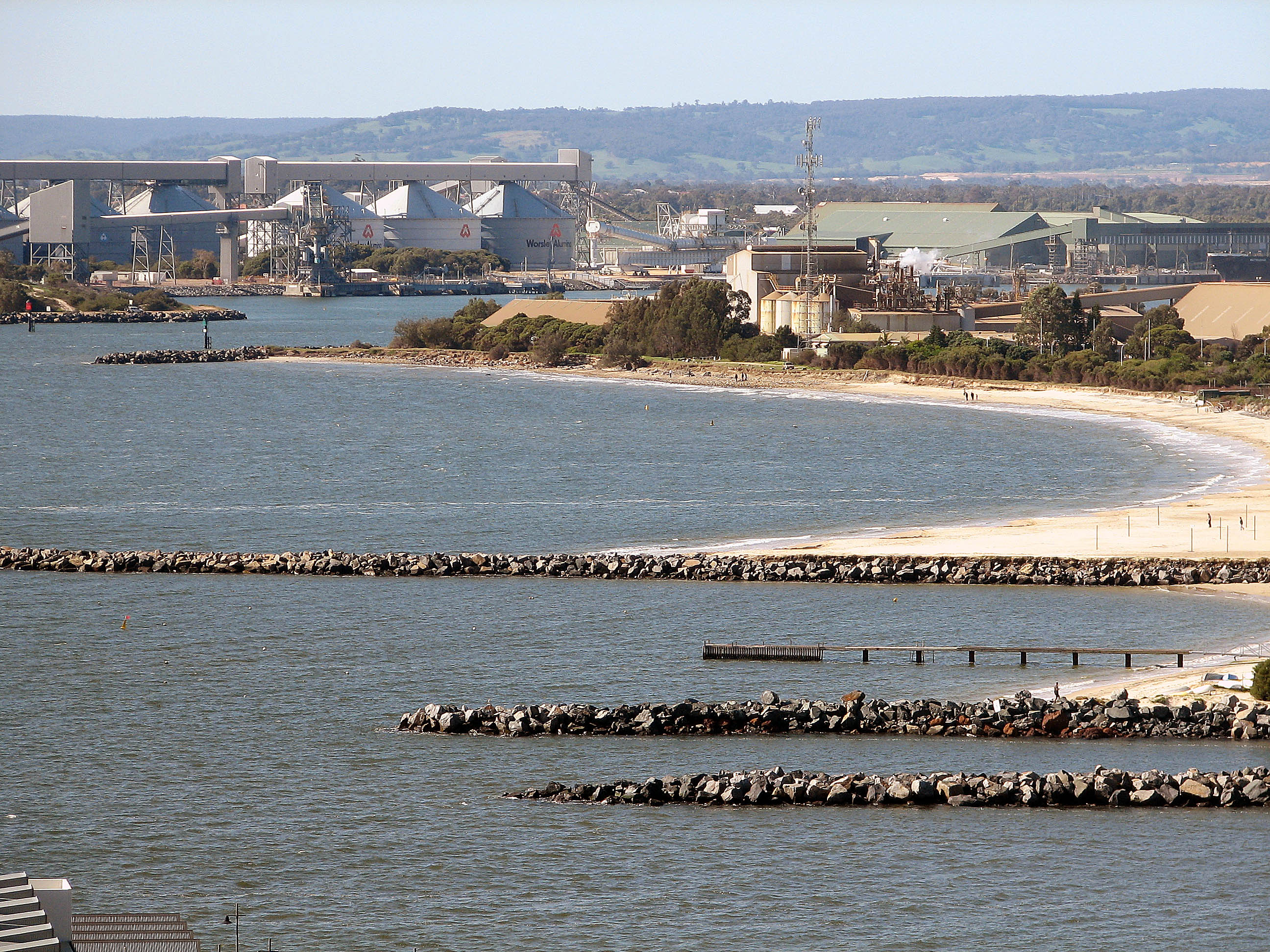
Бухта Банбері
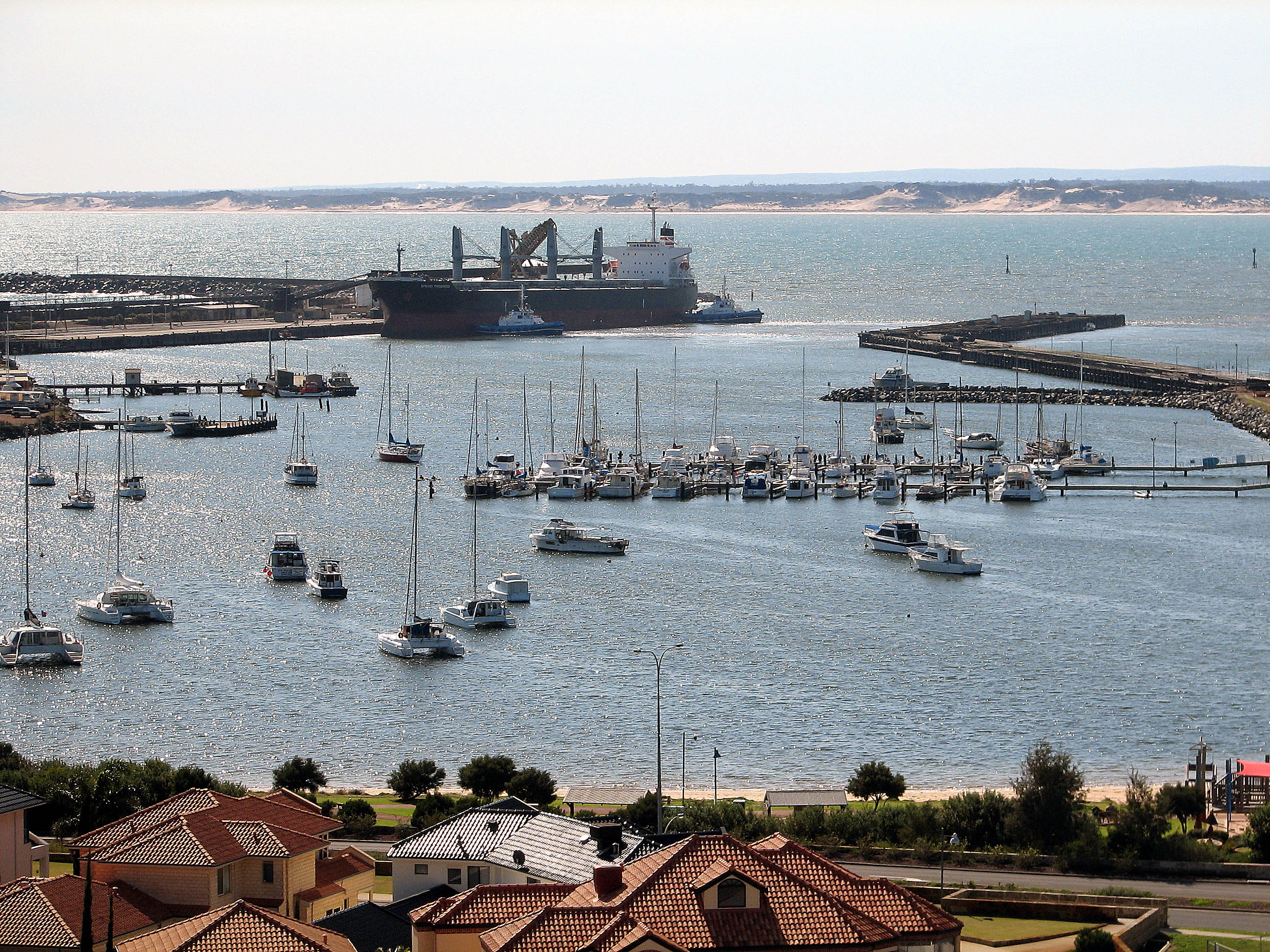
Порт
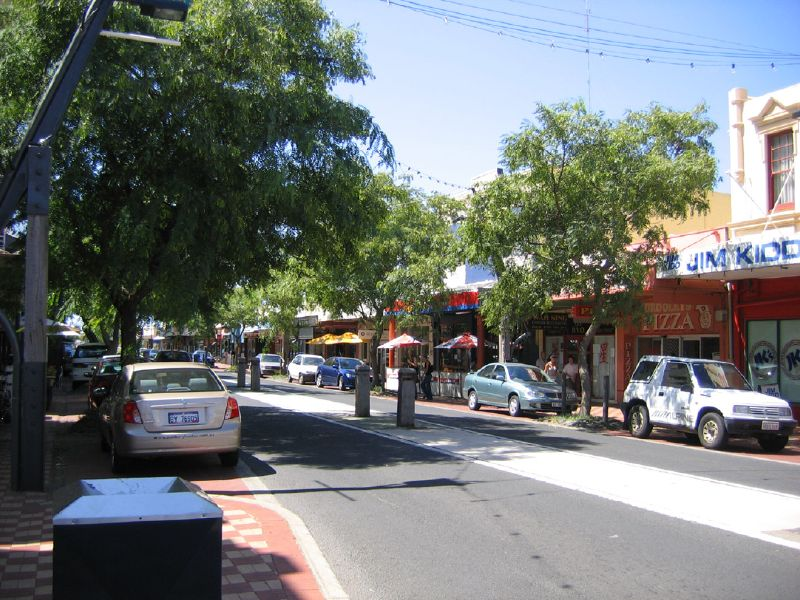
Вікторія-стріт — головна вулиця міста
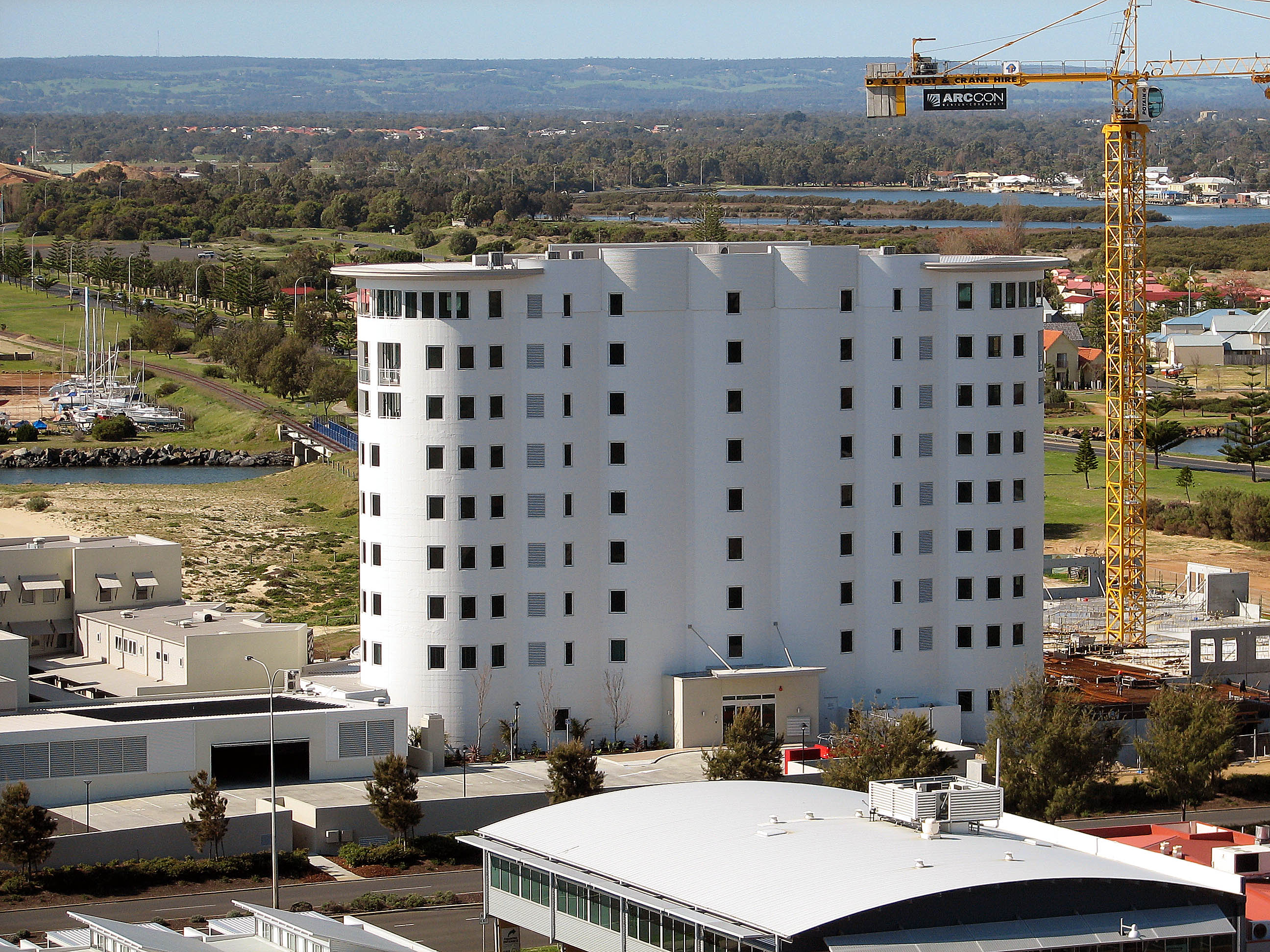
Зерносховище